# Jewel-Osco
Jewel-Osco est une chaîne américaine de supermarchés qui compte 185 magasins dans la région du Midwest à travers le nord et la partie centre-ouest de l'Illinois, le nord-ouest de l'Indiana et dans tout l'Iowa. Les entrepôts Jewel-Osco et leurs bureaux de gestion sont actuellement situés à Melrose Park dans l'Illinois près de Chicago, toutefois, à compter du début août 2008, ses bureaux de direction vont être transférés vers Itasca (Illinois). Jewel et Jewel-Osco sont actuellement des filiales de la propriété exclusive d'Eden Prairie dans le Minnesota fondée par SuperValu.